# John Wayne
John Wayne, geboren als Marion Robert Morrison (Winterset (Iowa), 26 mei 1907 – Los Angeles (Californië), 11 juni 1979) was een Amerikaans acteur, actief tussen 1926 en 1976. Aanvankelijk had hij enkele bijrollen in stomme films. Maar hij stapte al snel over op de, toen nieuwe, geluidsfilm. Het bekendst werd hij door zijn rollen in westerns.

## Biografie
Wayne werd geboren in Winterset, Iowa als Marion Robert Morrison. Morrisons voorouders waren voornamelijk van Engelse, Ierse en Schotse afkomst. Zijn vader Clyde Leonard Morrison (1884–1937), was de zoon van  Amerikaanse Burgeroorlog veteraan Marion Mitchell Morrison (1845–1915). Morrisons moeder was Mary "Molly" Alberta Brown (1885–1970). Zijn tweede voornaam Robert werd tijdens zijn jeugd in Mitchell gewijzigd. Op jonge leeftijd verhuisde Morrison met zijn ouders naar Zuid-Californië waar zijn vader in Glendale als apotheker werkte. Ook kreeg hij hier de bijnaam Duke — naar zijn hond die hem altijd vergezelde als hij naar school liep. Morrison was op de middelbare school een goede footballspeler en hij kon, na afgewezen te zijn bij de militaire marine academie, met een sportbeurs als financiële ondersteuning rechten gaan studeren aan de University of Southern California (USC). Door een gebroken sleutelbeen eindigde zijn sportcarrière en werd ook zijn beurs beëindigd zodat Morrison de universiteit moest verlaten zonder diploma. Via een kennis met connecties in de filmindustrie kon Morrison beginnen als figurant, hij nam toen ook zijn artiestennaam "John Wayne" aan. Al snel werd hij, wegens zijn door zijn (afgebroken) sportcarrière getrainde en goed uitziende lichaam met een lengte van 1,93 meter, gecast voor rollen in voornamelijk actie- en westernfilms. Geholpen door acteerlessen en zijn vriendschap met western acteur Tom Mix en regisseur Ford kreeg hij al snel belangrijkere rollen.
In 1930 speelde hij de hoofdrol in The Big Trail. De film werd echter een fiasco, waarna Wayne negen jaar lang in 38 B-westerns speelde. In 1939 brak hij door met Stagecoach van regisseur John Ford. Bij het uitbreken van de Tweede Wereldoorlog was Wayne, door zijn leeftijd geklasseerd als derde klas-reserve, een van de weinige Hollywood-acteurs die niet het leger inging. Bij gebrek aan concurrentie kreeg hij alle kansen om aan zijn carrière op het witte doek te werken. Voor critici werd hij zo tot iemand die van anderen offers eiste die hij zelf nooit bracht. Tijdens en na de oorlog speelde hij vele veldslagen na in films.
Wayne verscheen in veel mannelijke "macho"-rollen in voornamelijk westerns en oorlogsfilms. Hij werkte regelmatig samen met  John Ford. Met regisseur Howard Hawks maakte hij de beroemde trilogie: Rio Bravo, El Dorado en Rio Lobo. Alhoewel hij veel films heeft gemaakt, won hij maar één Oscar voor beste mannelijke hoofdrol: voor zijn rol in True Grit (1969). Hij kreeg een nominatie in dezelfde categorie voor de film Sands of Iwo Jima, en als producent kreeg hij een nominatie voor The Alamo.
Wayne speelde zijn laatste rol in 1976 in The Shootist. Tijdens de repetitie kreeg hij te horen dat hij maagkanker had. Hij verscheen voor het laatst in de openbaarheid bij de Oscar-uitreikingen in 1979, toen hij wist dat hij nog kort te leven had. Wayne was broodmager en breekbaar, en droeg een witte pruik, maar had mede op verzoek van zijn kinderen, laten zien dat hij tot het eind bleef vechten om langer te leven. Wayne overleed in het Ronald Reagan UCLA Medical Center op 72-jarige leeftijd aan maagkanker. Hij is begraven met een eenvoudige steen in het Pacific View Memorial Park in Corona del Mar in Californië.

## Persoonlijk
Wayne was drie keer getrouwd en twee keer gescheiden. Wayne sprak vloeiend Spaans en zijn drie echtgenotes waren allen van geheel, of gedeeltelijk, Spaans-Amerikaanse afkomst:
- Josephine Alicia Saenz (gehuwd 1933 - gescheiden 1945), kinderen: Michael Wayne (1934 – 2003), Mary Antonia "Toni" Wayne LaCava (1936 – 2000), Patrick Wayne (1939), Melinda Wayne Munoz (1940)
- Esperanza Baur (gehuwd 1946 - gescheiden 1954); geen kinderen
- Pilar Pallete (gehuwd 1954 tot Wayne's overlijden in 1979); kinderen: Aissa Wayne (1956), John Ethan Wayne (1962), Marisa Wayne (1966).

Verder had Wayne tussendoor nog affaires met actrices Marlene Dietrich en Merle Oberon en zijn secretaresse Pat Stacy maar geen kinderen bij hen.

## Trivia

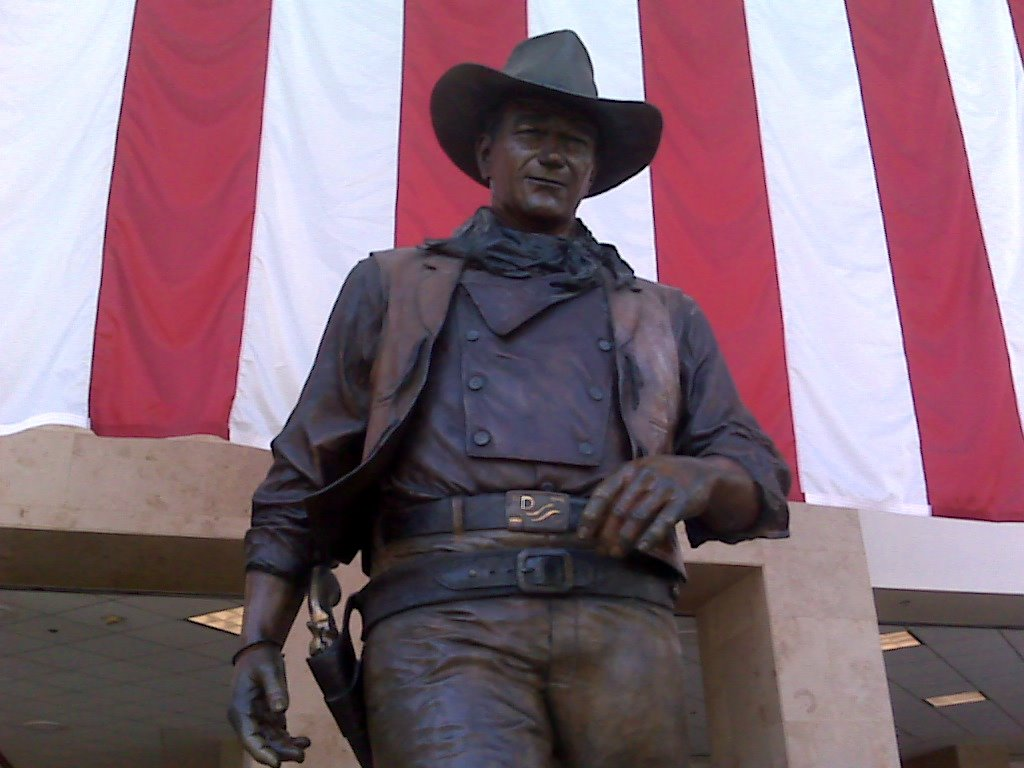
Standbeeld van John Wayne bij het naar hem genoemde vliegveld van Orange County

Wayne was politiek gezien conservatief rechts en steunde bijvoorbeeld de Amerikaanse deelname aan de Vietnamoorlog. Hij was zijn leven lang een fervent supporter van de Republikeinse Partij.
Volgens vele mede-acteurs was hij aangenaam en tolerant van karakter. Hij hield van zijn vak en zei tegen een interviewster enkele jaren voor zijn dood, dat hij in zijn films gewoon 'zichzelf speelde'. Deze twee woorden geven de kern weer van zijn meer dan 200 films die hij maakte. De rode lijn is steeds weer een goede vent met kleine gebreken, met af en toe een vrouw die voorbij komt en hem op het rechte pad houdt.
In 1973 weigerde acteur Marlon Brando de Academy Award die hij had gewonnen voor The Godfather, "uit protest tegen de behandeling van inheemse Amerikanen door de filmindustrie"; Brando liet zich tijdens ceremonie vertegenwoordigen door de inheems-Amerikaanse actrice Sacheen Littlefeather. Wayne was aan het wachten in de coulissen en moest door zes bewakers worden tegengehouden om te voorkomen dat hij haar van het podium zou halen.
Zoals vele acteurs droeg Wayne in zijn films een pruik. Zijn eigen haar begon in de jaren 40 zo dun te worden dat hij ook buiten de filmstudio's haarstukjes ging dragen. Voor een documentaire tijdens zijn bezoek aan Vietnam ging hij gekleed in een gevechtspak en droeg hij geen pruik - mede vanwege de vochtige tropische hitte - maar deed er verder ook niet moeilijk over. Een student vroeg hem eens bij een bezoek aan de Harvard-universiteit: "Is it true that your toupée is real mohair?". Wayne antwoordde: "Well sir, that's real hair. Not mine, but real hair."
Wayne overleed aan maagkanker in 1979, maar had in 1964 al eens longkanker gekregen. Na een zware operatie, waarbij een long en enkele ribben werden verwijderd, werd hij genezen verklaard. Er wordt weleens gesuggereerd dat Wayne de longkanker heeft opgelopen door het inademen van radioactieve deeltjes tijdens de opnamen voor The Conqueror (1956). Deze film werd opgenomen in Utah vlak bij een van de testterreinen voor atoomwapens. Meerdere acteurs die aan de film meewerkten, waaronder Susan Hayward en Agnes Moorehead, en ook regisseur Dick Powell kregen later kanker. Wayne zelf ging echter ervan uit dat zijn maagkanker meer te wijten was aan zijn forse drankgebruik, en de longkanker aan het roken van gemiddeld zes pakjes sigaretten per dag.
Er is een vliegveld naar hem vernoemd: John Wayne Airport in Orange County in Californië.

## Filmografie (selectie)

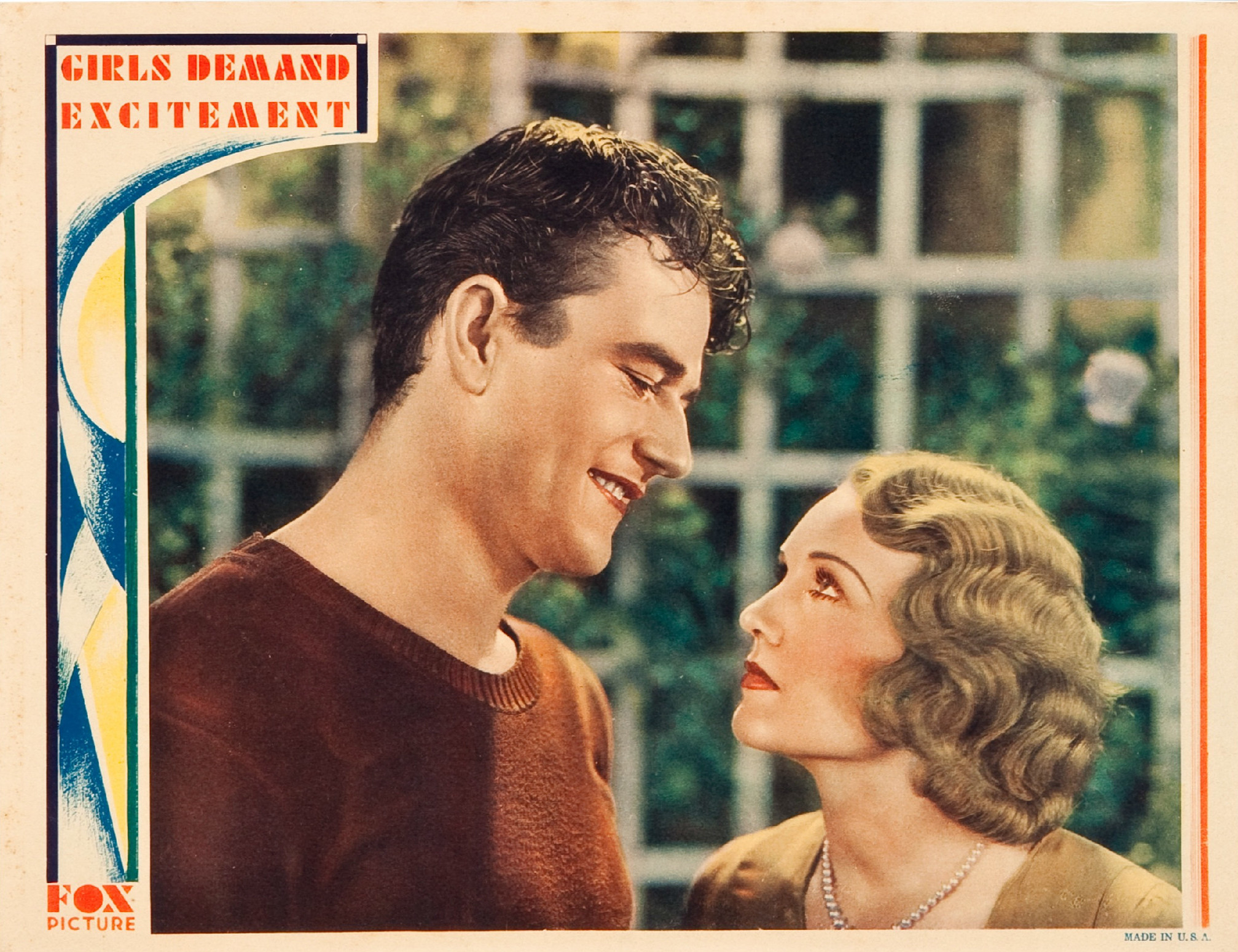
Een jonge John Wayne samen met Virginia Cherrill in Girls Demand Excitement (1931)

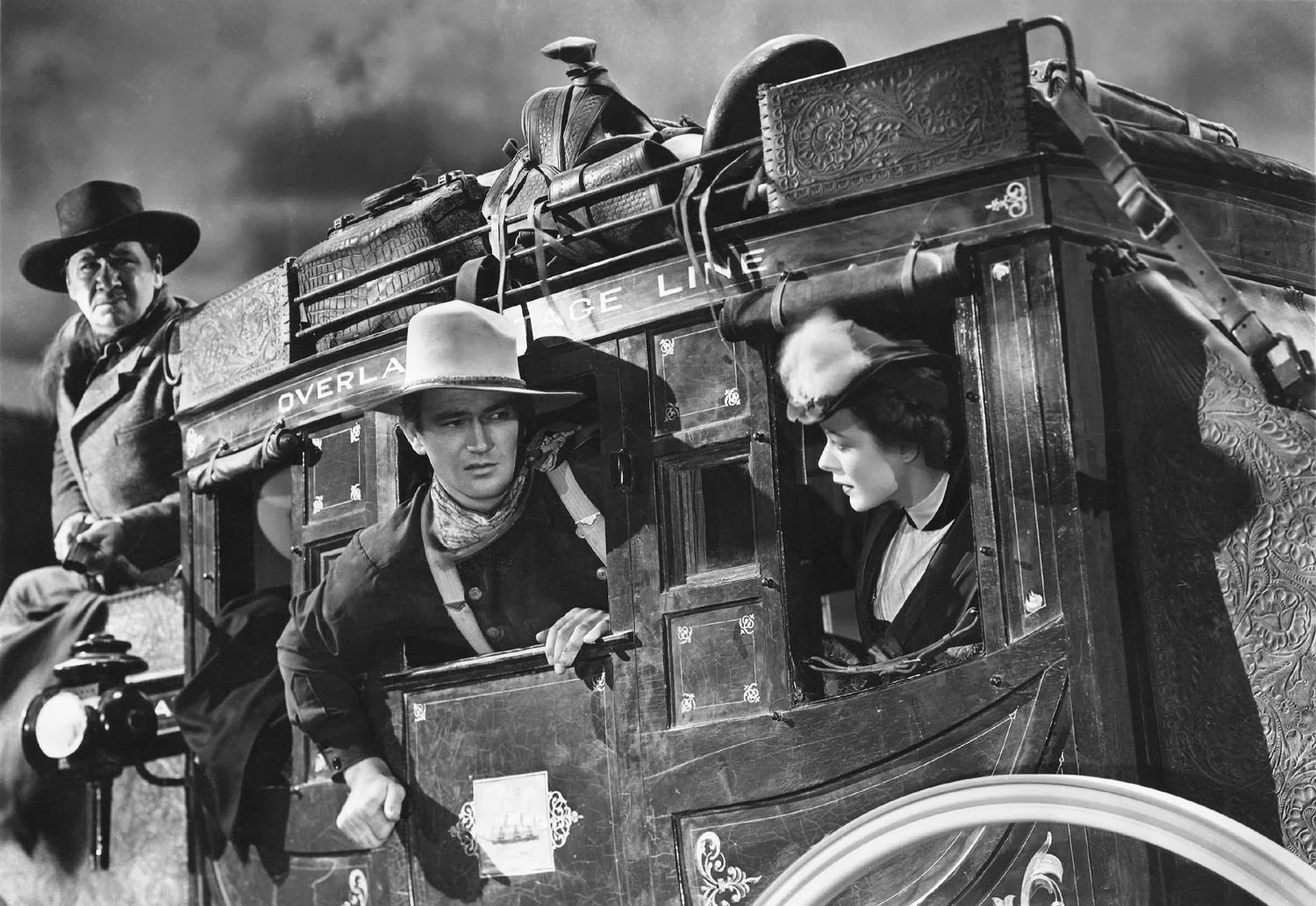
George Bancroft, John Wayne en Louise Platt in Stagecoach (1939)

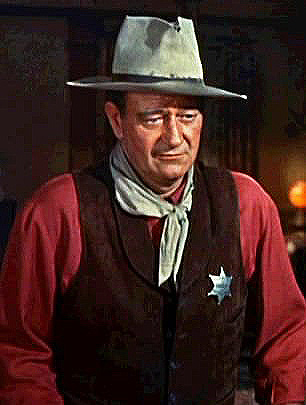
Wayne in Rio Bravo (1959)

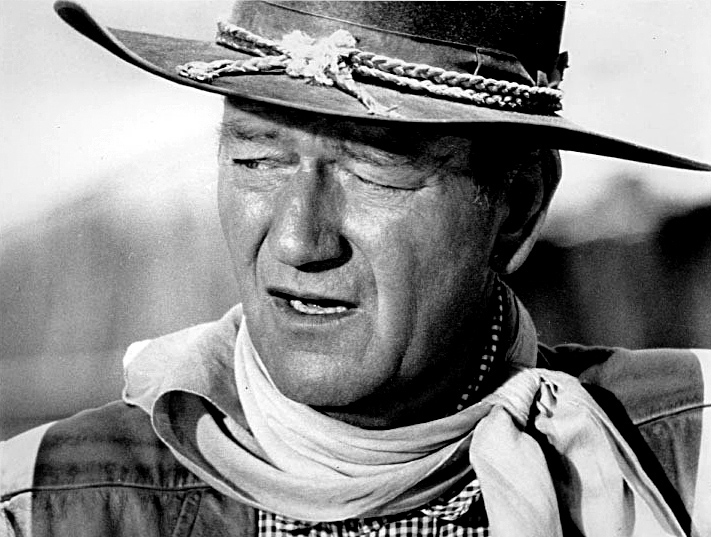
Wayne in The Comancheros (1961)

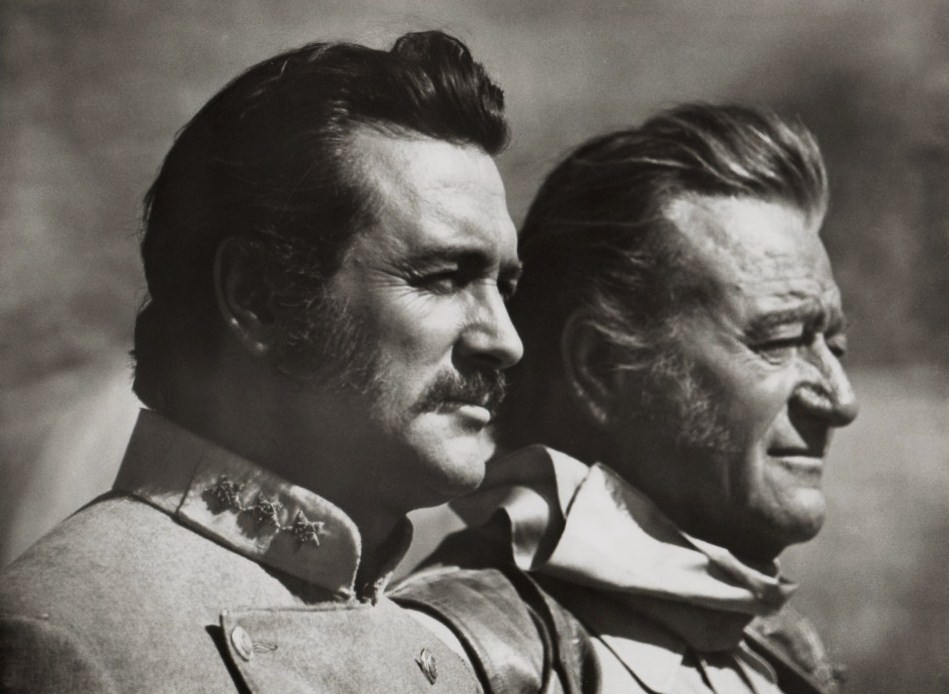
Rock Hudson en Wayne in The Undefeated (1969)

- 1926 - Brown of Harvard in een kleine bijrol. Dit is de eerste film waarin Wayne te zien was.
- 1930 - The big trail als "Breck Coleman"
- 1931 - Girls Demand Excitement als Peter Brooks
- 1932 - Ride Him, Cowboy als John Drury
- 1933 - Baby Face als Jimmy McCoy Jr.
- 1934 - 'Neath The Arizona Skies als Chris Morrell
- 1934 - Blue Steel als John Carruthers
- 1935 - Texas Terror als John Higgins
- 1936 - The Lonely Trail als Kapitein John Ashley
- 1939 - Stagecoach als The Ringo Kid
- 1939 - Allegheny Uprising als James Smith
- 1940 - The Long Voyage Home als Ole Olsen
- 1940 - Dark Command als Bob Seton
- 1942 - Reap the Wild Wind als Kapitein Jack Stuart
- 1942 - Reunion in France als Pat Talbot
- 1945 - They Were Expendable als Luitenant Ryan
- 1945 - Back to Bataan als Joseph Madden
- 1946 - Without Reservations als Kapitein Rusty Thomas
- 1947 - Angel and the Badman als Quirt Evans
- 1948 - Wake of the Red Witch als Capt. Ralls
- 1948 - 3 Godfathers als Robert Hightower
- 1948 - Fort Apache als Kapitein Kirby York
- 1948 - Red River als Thomas Dunson
- 1949 - She Wore a Yellow Ribbon als Kapitein Nathan Brittles
- 1949 - Sands of Iwo Jima als Peter Conway
- 1950 - Rio Grande als Lt. Col. Kirby Yorke
- 1951 - Operation Pacific als Lt. Comdr. Duke. E. Gifford
- 1952 - The Quiet Man als Sean Thornton
- 1953 - Trouble Along the Way als  Steve Aloysius Williams
- 1953 - Hondo als  Hondo Lane
- 1956 - The Conqueror als Termujin/Dzjengis Khan
- 1956 - The Searchers als Ethan Edwards
- 1957 - Legend of the Lost als Joe January
- 1957 - The Wings of Eagles als Frank W. Wead
- 1958 - The Barbarian and the Geisha als Townsend Harris
- 1959 - The Horse Soldiers als Kolonel John Marlowe
- 1959 - Rio Bravo als Sheriff John T. Chance
- 1960 - The Alamo als Davy Crockett
- 1961 - The Comancheros als Jake Cutter
- 1962 - Hatari! als Sean Mercer
- 1962 - The Man Who Shot Liberty Valance als Tom Doniphon
- 1962 - How the West Was Won als Generaal William Sherman
- 1962 - The Longest Day als Benjamin Vandervoort
- 1963 - Donovan's Reef als Michael Patrick Donovan
- 1963 - McLintock! als George Washington McLintock
- 1965 - In Harm's Way als Kapitein Rockwell Torrey
- 1965 - The Sons of Katie Elder als John Elder
- 1966 - El Dorado als Cole Thornton
- 1967 - The War Wagon als Taw Jackson
- 1968 - The Green Berets als Col. Mike Kirby
- 1969 - True Grit als Rooster Cogburn
- 1969 - The Undefeated als Col. John Henry Thomas
- 1970 - Rio Lobo als Kolonel Cord McNally
- 1970 - Chisum als John Chisum
- 1971 - Big Jake als Jacob McCandles
- 1972 - The Cowboys als Wil Andersen
- 1973 - The Train Robbers als Lane
- 1973 - U.S. Marshal als J.D. Cahill
- 1974 - MCQ als MCQ
- 1975 - Brannigan als Lieutenant Jim Brannigan
- 1975 - Rooster Cogburn als Reuben J. "Rooster" Cogburn
- 1976 - The Shootist als John Bernard "J.B." Books - zijn laatste rol